# Wyspy Ottawa
Wyspy Ottawa – archipelag niedaleko wschodniego wybrzeża Zatoki Hudsona. Administracyjnie należy do kanadyjskiego terytorium Nunavut. Do archipelagu należą 24 niewielkie wyspy położone niedaleko północno-zachodniego wybrzeża półwyspu Ungava. Największe wyspy to: Booth, Bronson, Gilmour, Perley, J. Gordon, Paltee i Eddy. Najwyższy punkt archipelagu znajduje się na wyspie Gilmour, 549 m n.p.m.

## Historia
Wyspy Ottawa zawsze należały do Terytoriów Północno-Zachodnich. Dopiero w 1999, kiedy utworzono terytorium Nunavut, w jego skład weszły wszystkie wyspy znajdujące się w zatokach Hudsona i Jamesa, w tym archipelag Wysp Ottawa.

## Fauna
Wyspy Ottawa oraz Wyspy Belcher są terenami lęgowymi podgatunków edredonów.